# Basilica santuario del Gesù Vecchio dell'Immacolata di Don Placido
La basilica santuario del Gesù Vecchio è una delle basiliche di Napoli; si trova in via Giovanni Paladino, nel cuore del centro storico della città. Il tempio è denominato "del Gesù Vecchio" (o dell'Immacolata di Don Placido) per via del fatto che successivamente, causa l'espansione della Compagnia di Gesù, a breve distanza fu costruita una nuova chiesa molto più vasta conosciuta col nome di chiesa del Gesù Nuovo (o della Trinità Maggiore).
Nel 1958 è stata elevata alla dignità di basilica minore.

## Storia

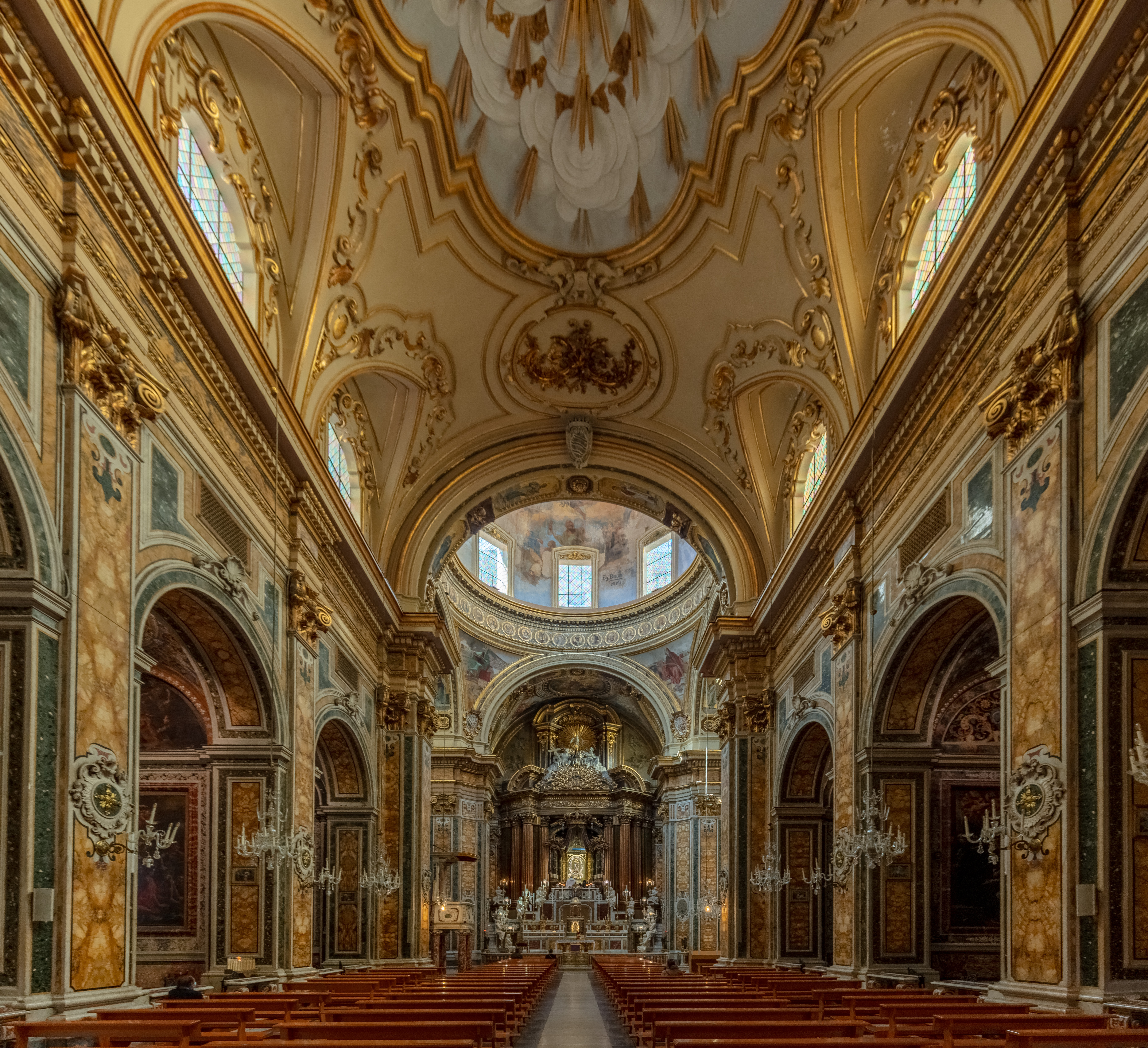
L'interno

La basilica venne fondata nel 1554, mentre quattro anni dopo i lavori furono portati avanti sotto la direzione di Giovanni Tristano, architetto supervisore dei gesuiti che realizzò la chiesa con il primo nucleo della sede dell'ordine, poi detta collegio del Salvatore. Dal 1568 al 1575 i lavori vennero proseguiti da Giovanni De Rosis, che iniziò anche l'ampliamento del collegio sempre su disegno dell'architetto gesuita. Al 1578 risale l'inaugurazione del refettorio. Appena dopo, nel 1583, nei lavori del collegio subentrò, per circa ventidue anni, Giuseppe Valeriano. Tuttavia, tra il 1608 e il 1623 la chiesa venne ricostruita su disegno di padre Pietro Provedi e solo al 1623 il cantiere venne diretto da Agazio Stoia (1592–1656); la chiesa fu aperta al culto un anno dopo.
Dal 1630, e per i successivi ventiquattro anni, vennero realizzati diversi lavori da Cosimo Fanzago, come il Cappellone di San Francesco Saverio, la rampa di collegamento tra l'edificio di clausura e l'atrio e il Cappellone di Sant'Ignazio di Loyola. Nel 1678 Giovan Domenico Vinaccia ridisegnò la terza cappella; lo stesso architetto, nel 1688, progettò anche la facciata. Nel 1700 venne aperta la biblioteca, mentre a metà del secolo vi fu un rimaneggiamento tardobarocco su progetto di Giuseppe Astarita.
Nei dieci anni che intercorrono il 1767 e il 1777 si registra l'espulsione dei gesuiti e la riconversione della struttura in Real liceo convitto e, successivamente, nella sede dell'Università di Napoli. Al contempo la stessa chiesa divenne parrocchia di Santa Maria della Rotonda.
Al principio del XIX secolo venne risistemata l'abside e, col ritorno dei gesuiti, la chiesa divenne rettoria e fu affidata al don Placido. Ciononostante, i religiosi vennero di nuovo espulsi nel 1806 e due anni dopo venne costituita la biblioteca universitaria; verso la fine del secolo e l'inizio del Novecento la struttura venne inglobata nel complesso universitario, così come appare oggi. Fu danneggiata durante il terremoto del 1980.

## Descrizione

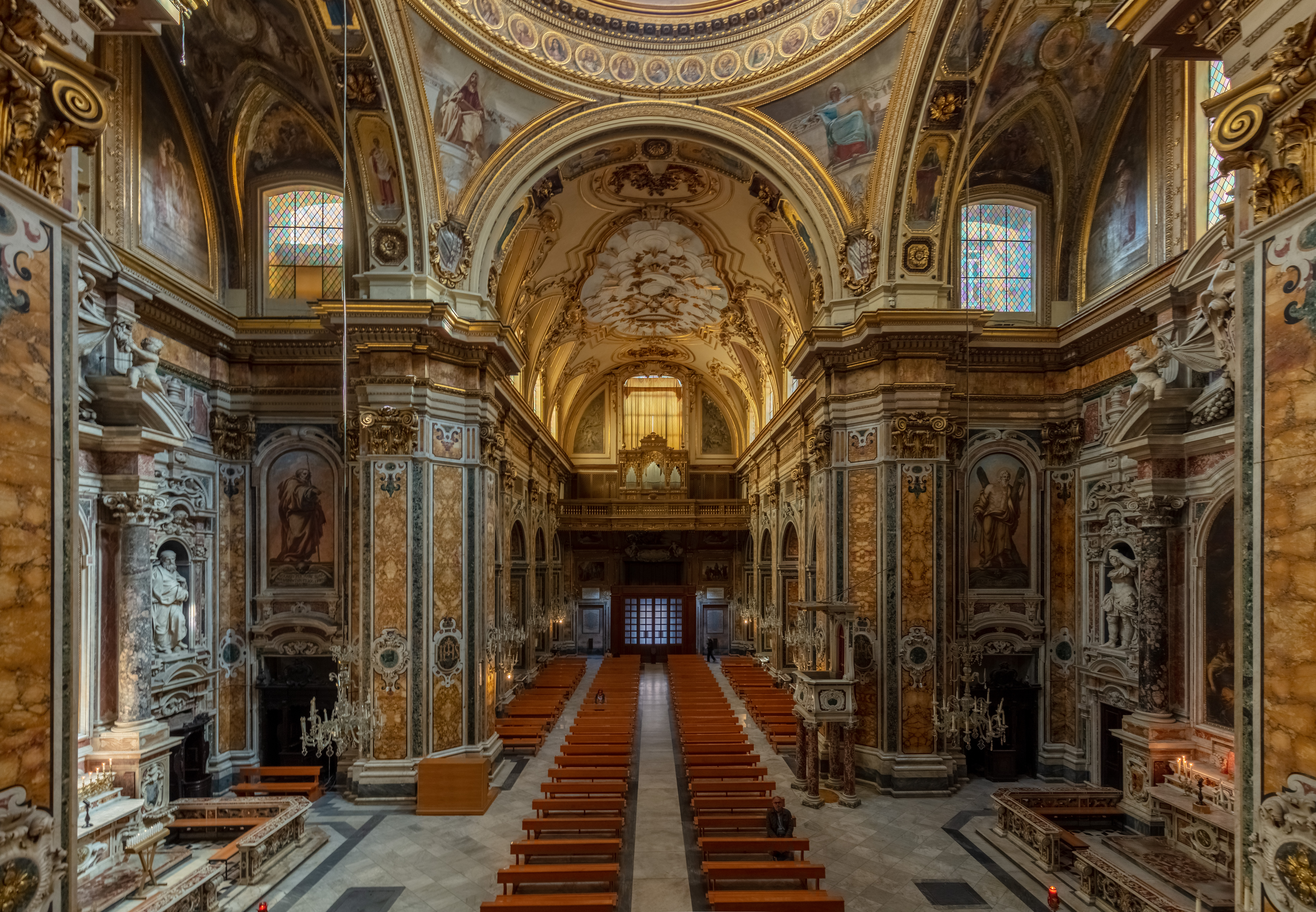
L'interno verso la controfacciata

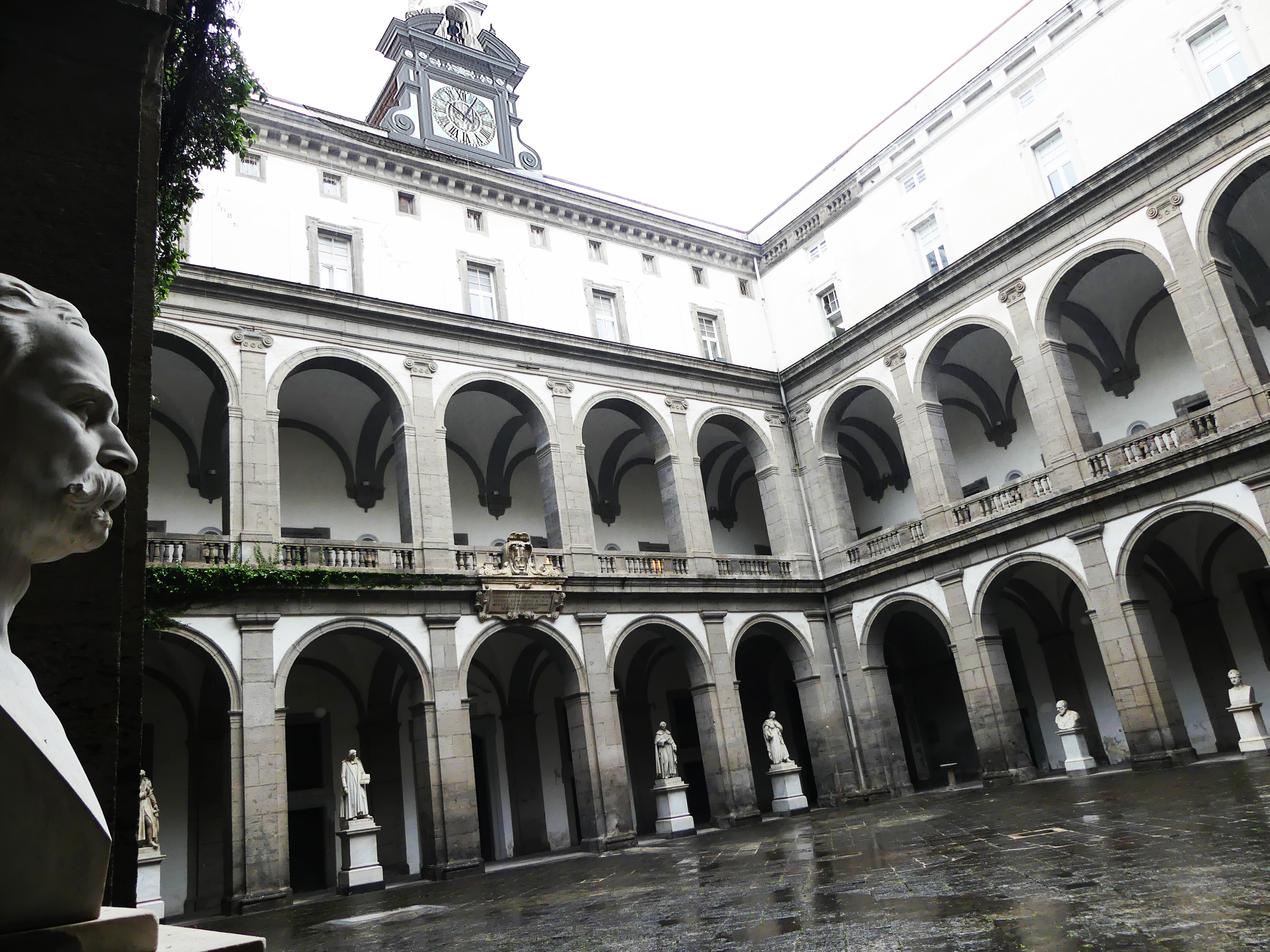
Il chiostro del Salvatore, meglio noto come "cortile delle statue"

La chiesa presenta una facciata, realizzata sul finire del XVII secolo da Giovan Domenico Vinaccia in stile barocco, dall'andamento leggermente convesso: al centro si apre il portone d'accesso, sovrastato da una grande finestra rettangolare.
L'interno della chiesa ha una struttura architettonica a croce latina, con un'unica navata e quattro cappelle per lato. Partendo da destra, la prima cappella custodisce tre tele di Andrea Malinconico, mentre nella seconda sono collocate due antiche lipsanoteche. La terza cappella, dedicata a San Francesco Borgia, presenta una ricca decorazione marmorea dovuta a Bartolomeo Ghetti, mentre la statua marmorea del santo sull'altare della cappella è opera del fratello Pietro; infine le due tele laterali sono riconducibili al giordanesco Domenico di Marino. La quarta cappella contiene due tavole di Marco Pino, raffiguranti La Trasfigurazione e La Madonna con Sant'Ignazio d'Antiochia e San Lorenzo. Il cappellone destro del transetto, dedicato a San Francesco Saverio, fu progettato da Cosimo Fanzago, autore anche delle statue di Geremia e Isaia, poste rispettivamente a destra e a sinistra rispetto alla pala d'altare di Cesare Fracanzano sul santo che battezza gli indigeni. 
Spostandosi sulla sinistra, la prima cappella contiene tre tele di Girolamo Cenatiempo, di quest'ultimo è anche La Visione di Santa Maria Maddalena de' Pazzi nella cappella seguente, dove è collocato anche Il San Luigi Gonzaga in Gloria di Battistello Caracciolo, risalente al 1627 (restaurato nel 2022, grazie a una mostra sul pittore tenutasi nel Museo di Capodimonte). Nella terza cappella spiccano le due tele laterali di Gennaro Abbate (allievo di Giuseppe Simonelli) su Episodi della vita di San Gennaro, mentre la quarta cappella è dedicata a San Stanislao Kostka, raffigurato nella tela centrale di Nicola Malinconico e nelle due laterali del Cenatiempo. Il cappellone sinistro del transetto è, invece, dedicato a Sant'Ignazio di Loyola; anch'esso fu progettato da Cosimo Fanzago che non riuscì a realizzare le statue di Gedeone e Giosuè, affidate successivamente a Matteo Bottiglieri e poste lateralmente rispetto alla pala d'altare di Francesco Solimena.
La cupola fu affrescata nel tardo Ottocento da Onofrio Buccino, il quale ridipinse anche le quattro tavole con gli Apostoli collocate nelle pareti laterali del transetto e tradizionalmente attribuite a Marco Pino. A Vincenzo Paliotti si devono gli affreschi nell'area absidale.
Alle spalle dell'altare maggiore, una doppia rampa, caratterizzata da un corteo di angeli in stucco, conduce alla grande macchina absidale, al cui centro vi è la venerata statua lignea dell'Immacolata (scolpita da Nicola Ingaldi e appartenuta a Don Placido Baccher).
Dal cappellone sinistro del transetto si accede alla sacrestia vecchia, dove sono custoditi un'Adorazione dei Magi del Pino e numerose teche che racchiudono antiche statue lignee. In un altro ambiente vi è la sacrestia nuova, dove si conservano una tela di Francesco De Mura sulla Vergine che indica il monogramma di Cristo a San Luigi Gonzaga e un prezioso presepe con figure che spaziano dal Seicento all'Ottocento.